# Taitung
Taitung (cinese tradizionale: 台東市; pinyin: Táidōngshì; Wade-Giles: T'ai-tung shih; POJ: Tâi-tang-chhī) è la capitale della Contea di Taitung, provincia della Repubblica di Cina. La città si trova sulla costa sudorientale di Taiwan, e si affaccia sull'Oceano Pacifico.
La città è servita dall'Aeroporto di Taitung, ed è uno dei luoghi dai quali si può arrivare a Green Island e Orchid Island, due importanti mete turistiche taiwanesi.

## Storia
A Taitung non si insediarono i cinesi Han fino al XIX secolo.

## Attrazioni turistiche
- Museo Nazionale della Preistoria